# Municipio de Los Aldamas
El municipio de Los Aldamas es un municipio del estado de Nuevo León, México; tiene 778.70 km² de territorio. Nombrada en honor a los hermanos Ignacio Aldama y Juan Aldama que lucharon en la Independencia de México.

## Gobierno
Actualmente[¿cuándo?] su presidente municipal es Janett Leal Leal por el partido político de Partido Acción Nacional.

## Población
Su Cabecera Municipal cuenta con una población aproximada de 1,200 habitantes

## Turismo
Como punto de visita turístico, Los Aldamas cuenta con más de 20 locaciones de interés turístico.
Actualmente se realizan “discos" cada 15 días para entretenimiento de la población.

## Educación
El municipio cuenta con 2 kinder, 2 escuelas primaria y una secundaria, actualmente hay prepa abierta en el municipio pero esta lleva poco tiempo.
El municipio cuenta con distintos casinos, una biblioteca, 4 parques (aldamas, estación aldamas, barrio aldamas, la cuarenta), cabe mencionar que el deporte más prominente es el béisbol ya que cuenta con una liguilla.